# Norbert Martin
Norbert Martin (* 11. Juli 1936 in Herschbach/Unterwesterwald; † 18. Juni 2020) war ein deutscher Soziologe.

## Leben
Nach dem Abitur 1958 in Rheinbach bei Bonn studierte Martin bis 1963 Germanistik, katholische Theologie und Christliche Soziallehre an den Universitäten Münster und Freiburg und schloss dieses Studium mit dem Staatsexamen ab. Bei Joseph Höffner erwarb er das Diplom in Christlicher Soziallehre. Bis 1967 folgte dann ein Promotionsstudium in Soziologie, Philosophie und Pädagogik an der Westfälischen Wilhelms-Universität Münster, Albert-Ludwigs-Universität Freiburg, Ruhr-Universität Bochum und Universität des Saarlandes, wo er 1967 mit einer religionssoziologischen Arbeit zum Dr. phil promovierte.
Als Wissenschaftlicher Mitarbeiter und späterer Assistent (1963–1965) von Helmut Schelsky an der Sozialforschungsstelle an der Universität Münster in Dortmund lag Martins Arbeitsschwerpunkt in der empirischen Forschung (Petrochemie und Stahlindustrie). Nach Assistentenstellen an der Ruhr-Universität Bochum und der Universität Saarbrücken wechselte er ins Grundsatzreferat des Ministeriums für Jugend, Familie und Gesundheit in Bonn. Zugleich war er an der Akademie für Öffentliche Verwaltung des Bundes in Bad Godesberg als Lehrbeauftragter tätig. 1965 war er Mitbegründer der Sektion Soziologie der Görres-Gesellschaft.
Nach der Habilitation an der Universität Mainz 1970 wurde er auf den neu geschaffenen Lehrstuhl für Soziologie an der Pädagogischen Hochschule Schwäbisch Gmünd sowie an der Pädagogischen Hochschule Freiburg berufen. Er nahm den Ruf nach Freiburg an, wechselte dann im Wintersemester 1970/71 an den Lehrstuhl für Soziologie der Erziehungswissenschaftlichen Hochschule Rheinland-Pfalz, ab 1990 Universität Koblenz-Landau in Koblenz, wo er bis zu seiner Emeritierung 2001 lehrte. Eine reiche Vortragstätigkeit führte ihn durch ganz Deutschland. Des Weiteren erhielt er Lehraufträge an der Universität Mainz und an der Akademie für Verwaltung des Landes Rheinland-Pfalz.
Neben anderen Lehraufträgen war Martin auch 14 Jahre wissenschaftlicher Berater für Fragen von Ehe und Familie des Zentralkomitees der deutschen Katholiken, 12 Jahre ständiger Gastprofessor an der Lateran-Universität Rom (Institut „Johannes Paul II. für Studien über Ehe und Familie“), 6 Jahre Gastprofessor am Groote Seminar der Diözese Roermond sowie Vizepräsident des dortigen Medo-Instituts für Familienfragen. 1980 wurde er mit seiner Frau von Papst Johannes Paul II. als Laienauditoren zur "Welt-Bischofssynode über die Familie" nach Rom berufen. Seit 1981 waren beide Mitglieder des Päpstlichen Rates für die Familie in Rom. Martin studierte und internalisierte so sehr die Theologie des Leibes nach Johannes Paul II., dass er ihn in einem seiner wissenschaftlichen Artikel mit guten Argumenten zum „Papst der Familie“ erhob.
In den 1990er Jahren und bis 2009 leitete er mit seiner Frau den Internationalen Apostolischen Schönstatt-Familienbund, der in 18 Ländern existiert. Diese Tätigkeit war mit vielen Auslandsreisen (Polen, Österreich, Chile, Argentinien, Paraguay, Mexiko, USA, Puerto Rico, Costa Rica, Brasilien) verbunden. Bei diesen Gelegenheiten hielt Martin an verschiedenen lateinamerikanischen Universitäten Gastvorträge; die Universität von Buenos Aires verlieh ihm die Verdienstmedaille.
Nach seiner Emeritierung lehrte er u. a. an der Philosophisch-Theologischen Hochschule Benedikt XVI. in Heiligenkreuz bei Wien.
Seine zahlreichen Publikationen behandeln hauptsächlich Fragen der Jugend-, Familien-, Religions- und Gesundheitssoziologie, aber auch Probleme der Sozialethik und -philosophie.

## Publikationen (Auswahl)
- Der Ordenspartisan. Zur Soziologie der Säkularinstitute in der katholischen Kirche, Meisenheim 1969 (Dissertation).
- Dr. Friedrich Kühr. Eine Biographie, Vallendar-Schönstatt 1974
- Familie und Religion. Ergebnisse einer Emnid-Spezialbefragung, Paderborn, München, Wien, Zürich 1981
- Brenn-Punkt Ehe und Familie. Berichte und Reflexionen eines Auditoren-Ehepaares im Anschluß an die Römische Bischofssynode 1980 (mit einem Vorwort von Joseph Cardinal Ratzinger), Vallendar-Schönstatt 1981
- Gemeinschaft des Lebens und der Liebe. Ehe – Familie – Eucharistie (zusammen mit Renate Martin), Vallendar-Schönstatt 1985
- Aus gutem Grund – Natürliche Empfängnisregelung (zusammen mit Renate Martin), Vallendar-Schönstatt 1997
- Die menschliche Liebe im göttlichen Heilsplan: Eine Theologie des Leibes, Hrsg. zusammen mit Renate Martin, fe-medienvlg, September 2017, ISBN 978-3939684442